# Innovationspatent
Die australische Patentbehörde (Australien Patent Office, APO) hat 2001 ein sogenanntes Innovationspatent eingeführt, welches es Erfindern ermöglicht Erfindungen mit einer geringen Einstiegshürde zu registrieren.

## Randbedingungen
Innovationspatente werden innerhalb von 1 bis 3 Monaten ohne Prüfung und zu geringen Kosten zugeteilt. Sie haben eine Gültigkeit von 8 Jahren im Gegensatz zu 20 Jahren Gültigkeit bei regulären Patenten. Innovationspatente haben einen reduzierten Anspruch bezüglich des Umfangs der enthaltenen Erfindung (Innovation) im Vergleich mit der Anforderung an die Erfindungshöhe, welche an ein reguläres Patent gestellt wird. Der Erfinder kann erst nach einer kostenpflichtigen Prüfung durch das Patentamt Lizenzzahlungen einfordern.

## Zielsetzung und Kritik
Das Ziel dieses Mechanismus ist es, Erfindern die stufenweise und kostengünstige Absicherung ihrer Forschungsarbeit zu ermöglichen, bevor sie kommerzielle Risiken eingehen müssen.
Innovationspatente werden kritisiert, da sie auch für unmögliche, absurde, und bereits bekannte Erfindungen erteilt werden. So hat die APO zum Beispiel im Jahr 2001 ein Patent für das Rad erteilt, wofür die Behörde sowie der „Erfinder“ John Keogh mit dem Ig-Nobelpreis („Anti-Nobelpreis“) für Technik bedacht wurden.